# Wybory Prezydenta miasta stołecznego Warszawy w 2024 roku

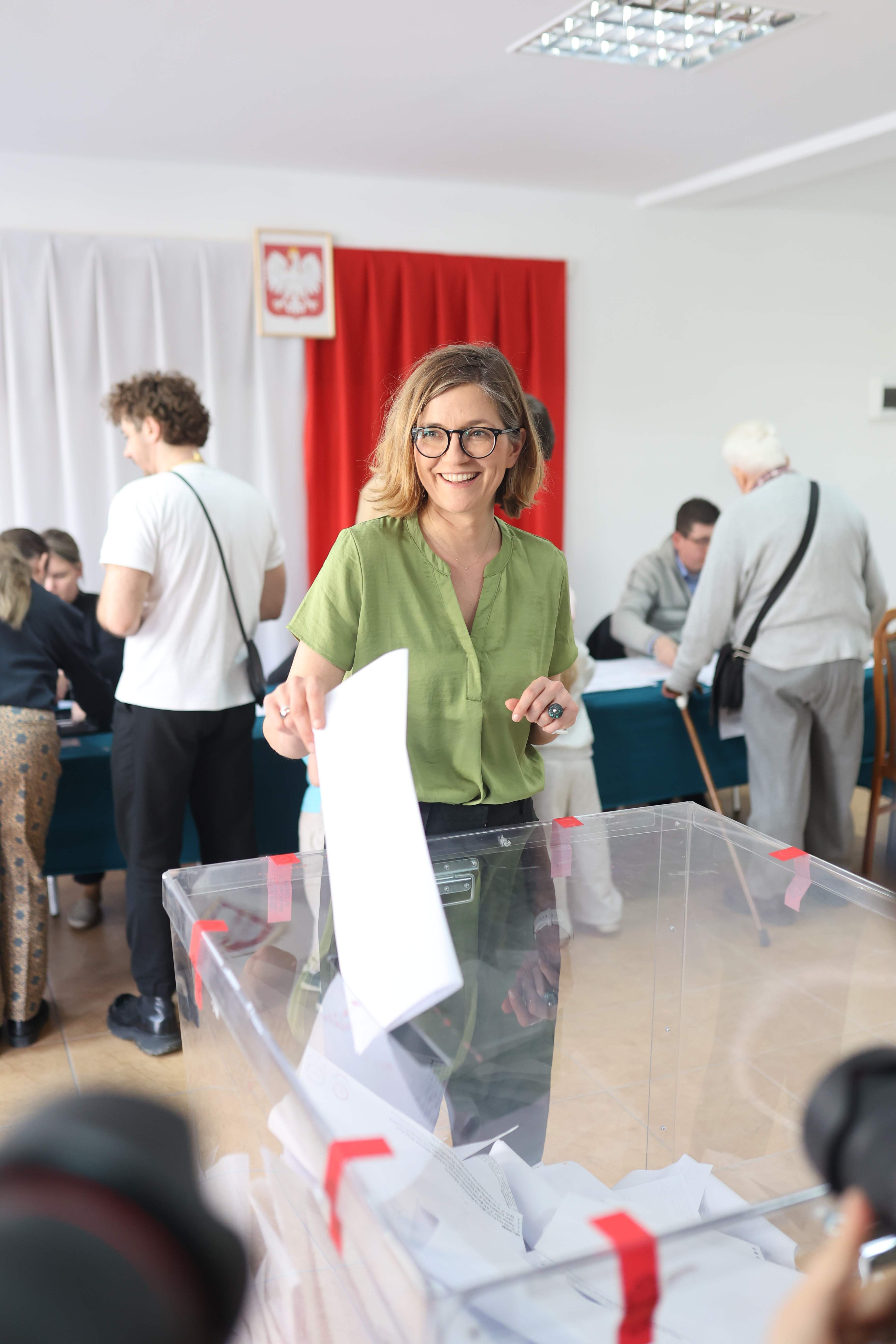
Magdalena Biejat oddaje głos w wyborach samorządowych w 2024

Wybory Prezydenta m.st. Warszawy w 2024 roku – wybory, które odbyły się 7 kwietnia 2024, w ramach przeprowadzonych w Polsce wyborów samorządowych. Prezydentem Warszawy po raz drugi z rzędu w I turze został wybrany wiceprzewodniczący Platformy Obywatelskiej Rafał Trzaskowski, zdobywając 444 006 (57,41%) ważnych głosów.

## Zarządzenie wyborów
Wybory zostały zarządzone na 7 kwietnia 2024 poprzez Rozporządzenie Prezesa Rady Ministrów z dnia 29 stycznia 2024 r. w sprawie zarządzenia wyborów do rad gmin, rad powiatów, sejmików województw i rad dzielnic m.st. Warszawy oraz wyborów wójtów, burmistrzów i prezydentów miast.

## Zarejestrowani kandydaci
- Magdalena Biejat – KKW Lewica (z poparciem także Miasto Jest Nasze[3])
- Tobiasz Bocheński – KW Prawo i Sprawiedliwość
- Janusz Korwin-Mikke – KW Bezpartyjni
- Romuald Starosielec – KW Ruch Naprawy Polski
- Rafał Trzaskowski – KKW Koalicja Obywatelska
- Przemysław Wipler – KWW Konfederacja i Bezpartyjni Samorządowcy

Do zgłoszenia kandydata na prezydenta konieczne było zarejestrowanie list kandydatów do rady miasta w przynajmniej połowie okręgów w Warszawie. Wymógł ten spełnił także KKW Trzecia Droga Polska 2050 Szymona Hołowni – Polskie Stronnictwo Ludowe. W marcu 2024 Szymon Hołownia poinformował, że komitet nie wystawi kandydata. W zamian za poparcie przekazane Rafałowi Trzaskowskiemu wskazano Adrianę Porowską jako kandydatkę na wiceprezydenta Warszawy w przypadku zwycięstwa Trzaskowskiego.

## Debaty
17 marca 2024 w debacie Wirtualnej Polski wzięli udział Magdalena Biejat, Tobiasz Bocheński oraz Przemysław Wipler. 23 marca 2024 odbyła się w Kanale Zero debata wszystkich kandydatów z wyjątkiem Rafała Trzaskowskiego.
27 marca 2024 odbyła się debata telewizyjna z udziałem wszystkich kandydatów w studiu Telewizji Polskiej, transmitowaną równolegle przez TVP Info, TVP 3 Warszawa, którą poprowadzili wspólnie: Joanna Dunikowska-Paź i Jakub Sito.

## Wyniki głosowania i wyniki wyborów
Obwieszczenie o wynikach I tury wyborów zostało sporządzone przez Państwową Komisję Wyborczą 9 kwietnia 2024. Wybory wygrał w I turze Rafał Trzaskowski, zdobywając 57,41% głosów.
| Zdjęcie    | Imię i Nazwisko             | Wiek       | Wykształcenie | Głosy   | Procent | Komitet Wyborczy                            |
| ---------- | --------------------------- | ---------- | ------------- | ------- | ------- | ------------------------------------------- |
|            | Rafał Kazimierz Trzaskowski | 52         | Wyższe        | 444 006 | 57,41%  | Koalicja Obywatelska                        |
|            | Tobiasz Adam Bocheński      | 36         | Wyższe        | 178 652 | 23,10%  | Prawo i Sprawiedliwość                      |
|            | Magdalena Agnieszka Biejat  | 42         | Wyższe        | 99 442  | 12,86%  | KKW Lewica                                  |
|            | Przemysław Janusz Wipler    | 45         | Wyższe        | 34 389  | 4,45%   | KWW Konfederacja i Bezpartyjni Samorządowcy |
|            | Janusz Ryszard Korwin-Mikke | 81         | Wyższe        | 10 839  | 1,40%   | Bezpartyjni                                 |
|            | Romuald Tadeusz Starosielec | 64         | Wyższe        | 6 019   | 0,78%   | Ruch Naprawy Polski                         |
| Razem      | Razem                       | Razem      | Razem         | 773 347 | 100,00% |                                             |
| Frekwencja | Frekwencja                  | Frekwencja | Frekwencja    | 58,88%  | 58,88%  |                                             |